# ديبي جونز
ديبي جونز (بالإنجليزية: Debi Jones)‏ هي مقدمة تلفزيونية وممثلة بريطانية، ولدت في 1958 في Crosby, Merseyside ‏ في المملكة المتحدة.